# 特拉维夫区
特拉维夫区是以色列六个行政区之一，面积171km²，人口1,139,980。首府特拉维夫，人口约120万，其中犹太人占99%、阿拉伯人占1%。

## 行政區劃
- 10個市
  - 特拉維夫
  - 巴特亞姆
  - 貝內貝拉克
  - 吉夫阿塔伊姆
  - 海爾茲利亞
  - 霍隆
  - 奧諾村
  - 奧爾耶胡達
  - 拉馬特甘
  - 拉馬特沙龍
- 2個郡
  - 艾佐爾郡（Azor）
  - 康帕斯士馬亞胡郡（Kfar Shmaryahu）